# Mannlicher-Carcanno M91
Mannlicher-Carcanno M91 är ett italiensk repetergevär med 6,5 × 52 mm kaliber. 
Vapnet som utvecklades 1891 kom att användas i både första och andra världskriget som standardbeväpning i italienska armén. 1938 presenterade Roberto Boragine en ny modell av vapnet, där kalibern ökades till 7,35 mm, pipan kortades från 1,29 meter till 1,02 meter och vikten minskades från 3,9 kilo till 3,4 kilo, en modell som fick beteckningen Mannlicher-Carcanno M91-38. Italienska regering stoppade dock förändringen av kalibern då man inte införskaffat ammunition i den nya kalibern och vapnen pipades på nytt om för 6,5 mm.
Geväret har även blivit känt som det vapen Lee Harvey Oswald använd vid mordet på John F. Kennedy.

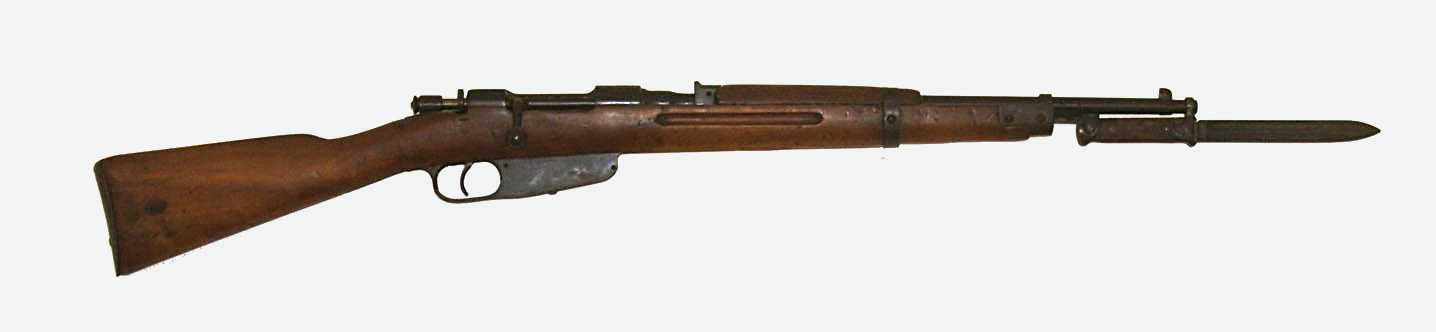
Mannlicher-Carcanno M91-38